# Paratopus
Paratopus is een geslacht van wantsen uit de familie van de Miridae (blindwantsen). Het geslacht werd voor het eerst wetenschappelijk beschreven door Aleksander Herczek in 1993.

## Soorten
Het genus bevat de volgende soorten:

- Paratopus brunocapitus Namyatova & Cassis, 2016
- Paratopus flavocapitus Namyatova & Cassis, 2016
- Paratopus ovatus (Herczek, 1991)